# منتخب هولندا لكرة اليد للشابات
منتخب هولندا لكرة اليد للشابات هو ممثل هولندا الرسمي في المنافسات الدولية في كرة اليد
.